# Chaumergy
Chaumergy és un municipi francès situat al departament del Jura i a la regió de Borgonya - Franc Comtat. L'any 2007 tenia 457 habitants.

## Demografia

### Població
El 2007 la població de fet de Chaumergy era de 457 persones. Hi havia 212 famílies de les quals 77 eren unipersonals (27 homes vivint sols i 50 dones vivint soles), 69 parelles sense fills, 62 parelles amb fills i 4 famílies monoparentals amb fills.
La població ha evolucionat segons el següent gràfic:
Habitants censats

### Habitatges
El 2007 hi havia 271 habitatges, 214 eren l'habitatge principal de la família, 35 eren segones residències i 23 estaven desocupats. 234 eren cases i 36 eren apartaments. Dels 214 habitatges principals, 162 estaven ocupats pels seus propietaris, 42 estaven llogats i ocupats pels llogaters i 10 estaven cedits a títol gratuït; 2 tenien una cambra, 6 en tenien dues, 46 en tenien tres, 57 en tenien quatre i 103 en tenien cinc o més. 195 habitatges disposaven pel capbaix d'una plaça de pàrquing. A 93 habitatges hi havia un automòbil i a 91 n'hi havia dos o més.

### Piràmide de població
La piràmide de població per edats i sexe el 2009 era:
| Homes | Edats   | Dones |
| ----- | ------- | ----- |
| 0     | 95 o +  | 0     |
| 1     | 90 a 94 | 4     |
| 2     | 85 a 89 | 7     |
| 7     | 80 a 84 | 2     |
| 12    | 75 a 79 | 15    |
| 18    | 70 a 74 | 24    |
| 10    | 65 a 69 | 13    |
| 13    | 60 a 64 | 11    |
| 15    | 55 a 59 | 17    |
| 10    | 50 a 54 | 14    |
| 10    | 45 a 49 | 8     |
| 12    | 40 a 44 | 13    |
| 17    | 35 a 39 | 11    |
| 8     | 30 a 34 | 11    |
| 12    | 25 a 29 | 7     |
| 10    | 20 a 24 | 10    |
| 14    | 15 a 19 | 15    |
| 13    | 10 a 14 | 11    |
| 10    | 5 a 9   | 7     |
| 7     | 0 a 4   | 11    |

## Economia
El 2007 la població en edat de treballar era de 256 persones, 191 eren actives i 65 eren inactives. De les 191 persones actives 167 estaven ocupades (95 homes i 72 dones) i 24 estaven aturades (12 homes i 12 dones). De les 65 persones inactives 33 estaven jubilades, 13 estaven estudiant i 19 estaven classificades com a «altres inactius».

### Ingressos
El 2009 a Chaumergy hi havia 218 unitats fiscals que integraven 480,5 persones, la mediana anual d'ingressos fiscals per persona era de 14.589 €.

### Activitats econòmiques
Dels 32 establiments que hi havia el 2007, 1 era d'una empresa extractiva, 1 d'una empresa alimentària, 2 d'empreses de construcció, 14 d'empreses de comerç i reparació d'automòbils, 2 d'empreses de transport, 1 d'una empresa d'hostatgeria i restauració, 1 d'una empresa d'informació i comunicació, 3 d'empreses financeres, 1 d'una empresa immobiliària, 3 d'empreses de serveis, 2 d'entitats de l'administració pública i 1 d'una empresa classificada com a «altres activitats de serveis».
Dels 6 establiments de servei als particulars que hi havia el 2009, 1 era una gendarmeria, 1 oficina de correu, 1 una oficina bancària, 1 fusteria, 1 lampisteria i 1 perruqueria.
Dels 6 establiments comercials que hi havia el 2009, 1 era una botiga de més de 120 m², 1 una botiga de menys de 120 m² i 4 botigues de roba.
L'any 2000 a Chaumergy hi havia 13 explotacions agrícoles que ocupaven un total de 350 hectàrees.

## Equipaments sanitaris i escolars
L'únic equipament sanitari que hi havia el 2009 era una farmàcia.
El 2009 hi havia una escola elemental.

## Poblacions més properes
El següent diagrama mostra les poblacions més properes.